# Liga Portuguesa de Basquetebol de 2017–18
A Liga Portuguesa de Basquetebol de 2017–18, também conhecida por LPB Placard por razões de patrocínio, é a 85.ª edição da maior competição de clubes portugueses de basquetebol masculino. É a 10.ª temporada, desde que foi renomeada para Liga Portuguesa de Basquetebol (LPB).

## Participantes
Após o término da época 2016–17, os clubes Sampaense e Maia Basket foram relegados para a Proliga, ao mesmo tempo que os clubes FC Barreirense e Terceira foram promovidos para disputarem a Liga Portuguesa de Basquetebol de 2017–18.
| Equipa           | Localização         | Pavilhão                                             |
| ---------------- | ------------------- | ---------------------------------------------------- |
| FC Barreirense   | Barreiro            | Pavilhão Municipal Luís de Carvalho                  |
| CAB Madeira      | Funchal             | Pavilhão do CAB                                      |
| S.L. Benfica     | Lisboa              | Pavilhão da Luz Nº 1                                 |
| Elétrico         | Ponte de Sor        | Pavilhão Municipal de Ponte de Sor                   |
| FC Porto         | Porto               | Dragão Caixa                                         |
| Galitos Barreiro | Barreiro            | Pavilhão Municipal Luís de Carvalho                  |
| Illiabum         | Ílhavo              | Pavilhão Municipal Capitão Adriano Nordeste          |
| Lusitânia        | Angra do Heroísmo   | Pavilhão Municipal de Desportos de Angra do Heroísmo |
| Oliveirense      | Oliveira de Azeméis | Pavilhão Doutor Salvador Machado                     |
| Ovarense         | Ovar                | Arena Dolce Vita                                     |
| Terceira         | Angra do Heroísmo   |                                                      |
| Vitória SC       | Guimarães           | Pavilhão Unidade Vimaranense                         |

## Formato competitivo
Na fase regular, as doze equipas classificadas por direito desportivo jogam em duas voltas, como visitante e em casa, as seis melhores equipas desta fase jogam a segunda fase entre si em duas voltas para apurar as colocações que determinarão os confrontos dos playoffs. As outras seis equipas disputam duas outras vagas aos playoffs, sendo que as duas piores classificadas são relegadas à Proliga da temporada seguinte.
Na fase de playoffs as duas equipas classificadas pelo Grupo B são consideradas 7.ª e 8.ª colocadas para fim de confrontos. As séries eliminatórias são em melhor de 5.

## Fase Regular

### Calendário da fase regular
A fase regular foi disputada entre 7 de outubro de 2017 e 10 de março de 2018.

## Playoffs

### Confrontos
|  | Quartas-de-final | Quartas-de-final | Quartas-de-final |       |             | Semifinais  | Semifinais | Semifinais |  |  | Final | Final       | Final |
|  |                  |                  |                  |       |             |             |            |            |  |  |       |             |       |
|  | 1                | Oliveirense      | 3                |       |             |             |            |            |  |  |       |             |       |
|  | 8                | Lusitânia        | 0                |       |             |             |            |            |  |  |       |             |       |
|  | 8                | Lusitânia        | 0                |       | 1           | Oliveirense | 3          |            |  |  |       |             |       |
|  |                  |                  |                  |       | 1           | Oliveirense | 3          |            |  |  |       |             |       |
|  |                  | 5                | Vit. Guimarães   | 0     |             |             |            |            |  |  |       |             |       |
|  | 4                | 5                | Vit. Guimarães   | 0     | CAB Madeira | 2           |            |            |  |  |       |             |       |
|  | 4                |                  |                  |       | CAB Madeira | 2           |            |            |  |  |       |             |       |
|  | 5                | Vit. Guimarães   | 3                |       |             |             |            |            |  |  |       |             |       |
|  |                  |                  |                  |       |             |             |            |            |  |  | 1     | Oliveirense | 3     |
|  |                  |                  | 3                | Porto | 0           |             |            |            |  |  |       |             |       |
|  | 3                | Porto            | 3                |       |             |             |            |            |  |  |       |             |       |
|  | 6                | Illiabum Clube   | 0                |       |             |             |            |            |  |  |       |             |       |
|  | 6                | Illiabum Clube   | 0                |       | 3           | Porto       | 3          |            |  |  |       |             |       |
|  |                  |                  |                  |       | 3           | Porto       | 3          |            |  |  |       |             |       |
|  |                  | 2                | Benfica          | 2     |             |             |            |            |  |  |       |             |       |
|  | 2                | 2                | Benfica          | 2     | Benfica     | 3           |            |            |  |  |       |             |       |
|  | 2                |                  |                  |       | Benfica     | 3           |            |            |  |  |       |             |       |
|  | 7                | Galitos Barreiro | 0                |       |             |             |            |            |  |  |       |             |       |

#### Quartos de final
| Equipa 1    | Série | Equipa 2         | 1.º jogo | 2.º jogo | 3.º jogo | 4.º jogo | 5.º jogo |
| ----------- | ----- | ---------------- | -------- | -------- | -------- | -------- | -------- |
| Oliveirense | 3 - 0 | Lusitânia        | 103–94   | 88–66    | 84–48    |          |          |
| Benfica     | 3 - 0 | Galitos Barreiro | 88–84    | 75–72    | 98–71    |          |          |
| FC Porto    | 3 - 0 | Illiabum         | 102–92   | 94–75    | 101–57   |          |          |
| CAB Madeira | 2 - 3 | Vitória SC       | 89–87    | 84–86    | 104–100  | 76–89    | 86–94    |

#### Semifinal
| Equipa 1    | Série | Equipa 2   | 1.º jogo | 2.º jogo | 3.º jogo | 4.º jogo | 5.º jogo |
| ----------- | ----- | ---------- | -------- | -------- | -------- | -------- | -------- |
| Oliveirense | 3 - 0 | Vitória SC | 82–70    | 99–68    | 83–63    |          |          |
| FC Porto    | 3 - 2 | Benfica    | 90–79    | 75–77    | 90–96    | 91–74    | 96–90    |

#### Final
| Equipa 1    | Série | Equipa 2 | 1.º jogo | 2.º jogo | 3.º jogo | 4.º jogo | 5.º jogo |
| ----------- | ----- | -------- | -------- | -------- | -------- | -------- | -------- |
| Oliveirense | 3 - 0 | FC Porto | 83–70    | 94–83    | 93-69    |          |          |

## Premiação
| LPB 2017-18                        |
| Portugal                           |
| ---------------------------------- |
| UD Oliveirense Campeão (1° título) |

## Rebaixamento
Equipas relegadas a disputar a Proliga na próxima época: Barreirense Dif Broker e Elétrico FC-Tekever

## Equipas portuguesas em competições europeias
| Clube   | Competição        | Fase Máxima             | V | D |
| ------- | ----------------- | ----------------------- | - | - |
| Benfica | Liga dos Campeões | 2ª Fase de Qualificação |   |   |
| Benfica | Taça Europeia     | Fase de Grupos          | 1 | 5 |
| Porto   | Taça Europeia     | Fase de Grupos          | 3 | 3 |

## Prémios individuais

### MVP da jornada
| Jornada | Atleta              | Clube        | Valorização |
| ------- | ------------------- | ------------ | ----------- |
| 1       | Patrick McGlynn     | SC Lusitânia | 32.0        |
| 2       | Miguel Cardoso      | Vitória SC   | 43.0        |
| 3       | Patrick McGlynn     | Lusitânia    | 36.0        |
| 4       | Rod Nealy           | Vitória SC   | 36.5        |
| 5       | Devaugntah Williams | Vitória SC   | 42.5        |
| 6       | Will Hanley         | Porto        | 37.5        |
| 7       |                     |              |             |
| 8       |                     |              |             |
| 9       |                     |              |             |
| 10      |                     |              |             |
| 11      |                     |              |             |
| 12      |                     |              |             |
| 13      |                     |              |             |
| 14      |                     |              |             |
| 15      | Marqueze Coleman    | Terceira     | 43          |
| 16      | Fábio Lima          | CAB Madeira  | 41          |
| 17      | Darius Gibson       | Elétrico     | 42          |
| 18      | Timajh Rivera       | Lusitânia    | 37          |
| 19      | Jeffrey Jr.         | Illiabum     | 36.5        |
| 20      | Demetric Austin     | Barreirense  | 36.5        |
| 21      | Isaiah Johnson      | Terceira     | 48.5        |
| 22      | Will Hanley         | Porto        | 41.5        |